# Anna Ferraro
Anna Ferraro (ur. 20 czerwca 1976 w Padwie) – włoska szablistka, trzykrotna medalistka mistrzostw świata.
Podczas mistrzostw świata w Seulu w 1999 roku wywalczyła brązowy medal w turnieju indywidualnym, plasując się za reprezentującą Azerbejdżan Jeleną Żemajewą i rodaczką, Ilarią Bianco. Na tej samej imprezie Włoszki w składzie: Ilaria Bianco, Anna Ferraro, Alessia Tognolli i Daniela Colaiacomo zdobyły drużynowo złoty medal. Ponadto na mistrzostwach świata w Budapeszcie w 2000 roku razem z koleżankami z reprezentacji zdobyła drużynowo srebrny medal. W rywalizacji indywidualnej była tam piąta.
Nigdy nie wzięła udziału w igrzyskach olimpijskich.
Zdobyła ponadto brązowy medal w szabli drużynowej na mistrzostwach Europy w Funchal w 2000 roku.